# Resolution 216 des UN-Sicherheitsrates
Die Resolution 216 des UN-Sicherheitsrates vom 12. November 1965 verurteilt die einseitige Unabhängigkeitserklärung durch die weiße Minderheit in Südrhodesien. Die Resolution bezeichnet die von Ian Smith geführte Regierung als „unrechtmäßiges rassistisches Minderheitsregime“ (illegal racist minority régime).
Die Resolution lautet wie folgt (nicht offizielle Übersetzung):
Der Sicherheitsrat
1. beschließt, die einseitige Unabhängigkeitserklärung durch eine rassistische Minderheit in Südrhodesien zu verurteilen;
2. beschließt, alle Staaten dazu aufzufordern, das unrechtmäßige rassistische Minderheitsregime in Südrhodesien nicht anzuerkennen und auf die Gewährung jeglicher Unterstützung für dieses unrechtmäßige Regime zu verzichten.
Die Resolution wurde auf der 1258. Sitzung des Sicherheitsrates mit 10 Stimmen bei einer Enthaltung durch Frankreich angenommen.
Am 20. November 1965 wurde die Resolution 216 des UN-Sicherheitsrates mittels der Resolution 217 des UN-Sicherheitsrates bekräftigt.